# Södersjön (Bladåkers socken, Uppland)
Södersjön är en sjö i Uppsala kommun i Uppland och ingår i Skeboåns huvudavrinningsområde. Sjön är 4,4 meter djup, har en yta på 0,0532 kvadratkilometer och befinner sig 23,2 meter över havet.

## Delavrinningsområde
Södersjön ingår i det delavrinningsområde (665566-164775) som SMHI kallar för Utloppet av Storklinten. Medelhöjden är 23 meter över havet och ytan är 14,58 kvadratkilometer. Räknas de 10 avrinningsområdena uppströms in blir den ackumulerade arean 223,98 kvadratkilometer. Avrinningsområdets utflöde Skeboån (Framån) mynnar i havet. Avrinningsområdet består mestadels av skog (87 procent). Avrinningsområdet har 1,78 kvadratkilometer vattenytor vilket ger det en sjöprocent på 4,3 procent.